# Chiridopsis ghatei
Chiridopsis ghatei là một loài bọ cánh cứng trong họ Chrysomelidae. Loài này được Borowiec & Swietojanska miêu tả khoa học năm 2000.